# کایو پادوان
کایو پادوان (انگلیسی: Caio Paduan؛ زادهٔ ۵ دسامبر ۱۹۸۶) یک هنرپیشه اهل برزیل است. او در سال ۲۰۱۱ در فصل نوزدهم Malhação در ابتدا با تایس ملکیور و سپس با بیا آرانتس نقش یک زوج عاشق را بازی کرد.

## فیلم‌شناسی

### تلویزیون
| سال     | عنوان                   | نقش                                      | یادداشت         |
| ------- | ----------------------- | ---------------------------------------- | --------------- |
| ۲۰۱۱–۱۲ | مالهسائو کنکتادوس       | گابریل ناسیمنتو                          | فصل ۱۹          |
| ۲۰۱۵    | به عنوان Canalhas       | روبرتو                                   | قسمت: "تاتیانا" |
| ۲۰۱۵    | Além do Tempo           | آفونسو سانتارم                           |                 |
| ۲۰۱۶–۱۷ | داستان راک              | الکساندر پالهارس (الکس) / ایواندرو نوریس |                 |
| ۲۰۱۷–۱۸ | O Outro Lado do Paraíso | برونو واسکونسلوس                         |                 |
| ۲۰۱۹    | ورا ۹۰                  | خواکیم فریرا لیما فیلهو (کوینزینیو)      |                 |

### سینما
| سال  | عنوان         | نقش      | یادداشت    |
| ---- | ------------- | -------- | ---------- |
| ۲۰۱۴ | کاتارس        | جورجینیو | فیلم کوتاه |
| ۲۰۱۴ | Sobre Papéis  | ویتور    | فیلم کوتاه |
| ۲۰۱۹ | صخره استاسائو | اوسو     |            |

## جوایز و نامزدها
| سال  | جایزه                       | دسته‌بندی                   | نتیجه     |  |
| ---- | --------------------------- | -------------------------- | --------- |  |
| ۲۰۱۷ | Prêmio Contigo! آنلاین ۲۰۱۷ | بهترین بازیگر نقش مکمل مرد | نامزد شده |  |